# Castillon-de-Castets
Castillon-de-Castets korábbi község Franciaország Új-Aquitania régiójában, Gironde megyében. 2017. január 1-jén Castets-en-Dorthe korábbi községgel egyesült és az így létrejött Castets et Castillon új község része lett.
Lakosainak száma 294 fő (2018. január 1.).
Polgármester: 2008–2020 Didier Laulan

## Demográfia
| Lakosok száma | 284  | 223  | 207  | 174  | 215  | 308  | 310  | 304  | 294  | 294  |
|               | 1968 | 1975 | 1982 | 1990 | 1999 | 2011 | 2013 | 2015 | 2017 | 2018 |

## Látnivalók
- Saint-Pierre templom